# 吴大诚
吴大诚（1942年4月6日—），男，四川成都人，中国高分子物理学家，曾任中国民主同盟中央委员会常务委员，第七、八、九、十届全国政协委员。